# Giovanni Antonio Facchinetti de Nuce
Giovanni Antonio Facchinetti de Nuce ou Giovanni Antonio Facchinetti, Menor (Bolonha, 10 de março de 1575 - Roma, 18 de maio de 1606) foi um cardeal italiano, cardeal-sobrinho-neto do Papa Inocêncio IX.
Era filho do senador bolonhês Cesare Facchinetti com Giovanna Sampieri. Era tio do também cardeal Cesare Facchinetti. Foi um dos dois únicos cardeais criados por seu tio-avô Inocêncio IX, no consistório de 18 de dezembro de 1591, recebendo o barrete cardinalício e o título cardinalício de Santos Quatro Coroados em 4 de março de 1592, quando contava com apenas 18 anos.